# Savigny-sur-Orge
Savigny-sur-Orge là một xã ở tỉnh Essonne thuộc vùng Île-de-France miền bắc nước Pháp.
Theo điều tra dân số năm 1999, dân số xã này là 32.258 người. Ước tính dân số năm 2005 là 37.400.
Danh xưng cư dân địa phương Savigny-sur-Orge trong tiếng Pháp là Saviniens.